# HKT48
Le HKT48 sono un gruppo musicale giapponese di idol femminili costituito nel 2011.
Il gruppo è stato creato dal produttore Yasushi Akimoto e deve il suo nome al quartiere di Hakata-ku, nella prefettura di Fukuoka. 
Si tratta del quarto "progetto gemello" (o sister group) delle AKB48 dopo SKE48, SDN48 e NMB48.
Il gruppo ha pubblicato un album (092) e tredici singoli, ognuno dei quali ha debuttato al primo posto della classifica Oricon settimanale, un record assoluto per quanto riguarda le artiste femminili in Giappone.

## Storia
Il gruppo è composto da tre team chiamati H, KIV e TII. Tra i membri principali figurano Miku Tanaka e Hana Matsuoka.
Dal 2017 Haruka Kodama ha interrotto le attività nel gruppo per cause di salute. Il 9 giugno 2019 ha annunciato la sua "graduation" dal gruppo per intraprendere la carriera di attrice.
Nell'estate del 2018 Sakura Miyawaki e Nako Yabuki hanno partecipato al talent show Produce 48 guadagnandosi un posto nel gruppo così formatosi: le Iz One. A causa di un contratto esclusivo che durerà per due anni e mezzo, entrambe hanno interrotto le attività con le HKT48.
Rino Sashihara ha annunciato la sua "graduation" dal gruppo il 15 dicembre 2018 e il suo concerto d'addio si è tenuto il 28 aprile 2019 allo Yokohama Stadium.f

## Formazione
A maggio 2020 il gruppo era formato da 52 membri, divisi in diversi team: Team H composto da 10 ragazze, Team KIV da 10 e Team TII da 16. Il gruppo comprende inoltre un programma speciale chiamato Kenkyūsei, composto attualmente da 14 ragazze che si allenano per diventare, un giorno, membri ufficiali del gruppo.

### Team H
Natsumi Matsuoka è il capitano del Team H.
| Nome (kanji)                  | Data di nascita (età) | Luogo di nascita | Posizione nelle elezioni | Posizione nelle elezioni | Posizione nelle elezioni | Posizione nelle elezioni | Posizione nelle elezioni | Posizione nelle elezioni | Posizione nelle elezioni |
| Nome (kanji)                  | Data di nascita (età) | Luogo di nascita | 4                        | 5                        | 6                        | 7                        | 8                        | 9                        | 10                       |
| ----------------------------- | --------------------- | ---------------- | ------------------------ | ------------------------ | ------------------------ | ------------------------ | ------------------------ | ------------------------ | ------------------------ |
| Yuka Akiyoshi (秋吉 優花?)    | 24 ottobre 2000       | Fukuoka          |                          | ×                        | ×                        | ×                        | 72                       | 83                       | 73                       |
| Yuero Itō (伊藤 優絵瑠?)      | 24 ottobre 2003       | Tokyo            |                          |                          |                          |                          |                          |                          | ×                        |
| Haruka Ueno (上野 遥?)        | 20 settembre 1999     | Fukuoka          |                          | ×                        | ×                        | ×                        | ×                        | ×                        | ×                        |
| Yui Kōjina (神志那 結衣?)     | 24 gennaio 1998       | Fukuoka          |                          | ×                        | ×                        | 46                       | 53                       | 84                       | 105                      |
| Riko Sakaguchi (坂口 理子?)   | 26 luglio 1994        | Fukuoka          |                          | ×                        | 60                       | 37                       | 59                       | 49                       | 114                      |
| Meru Tashima (田島 芽瑠?)     | 7 gennaio 2000        | Fukuoka          |                          | 55                       | 38                       | 32                       | 43                       | 40                       | 26                       |
| Miku Tanaka (田中 美久?)      | 12 settembre 2001     | Kumamoto         |                          |                          | ×                        | ×                        | 45                       | 28                       | 10                       |
| Aki Toyonaga (豊永 阿紀?)     | 25 ottobre 1999       | Fukuoka          |                          |                          |                          |                          |                          | 79                       | 83                       |
| Natsumi Matsuoka (松岡 菜摘?) | 8 agosto 1996         | Fukuoka          | ×                        | ×                        | 64                       | 51                       | 46                       | 59                       | 55                       |
| Nako Yabuki (矢吹 奈子?)      | 18 giugno 2001        | Tokyo            |                          |                          | ×                        | ×                        | 28                       | 37                       | 9                        |
| Akari Watanabe (渡部 愛加里?) | 18 ottobre 2004       | Kanagawa         |                          |                          |                          |                          |                          |                          | ×                        |

### Team KIV
Aoi Motomura è il capitano del Team KIV.
| Nome (kanji)                   | Data di nascita (età) | Luogo di nascita | Posizione nelle elezioni | Posizione nelle elezioni | Posizione nelle elezioni | Posizione nelle elezioni | Posizione nelle elezioni | Posizione nelle elezioni | Posizione nelle elezioni |
| Nome (kanji)                   | Data di nascita (età) | Luogo di nascita | 4                        | 5                        | 6                        | 7                        | 8                        | 9                        | 10                       |
| ------------------------------ | --------------------- | ---------------- | ------------------------ | ------------------------ | ------------------------ | ------------------------ | ------------------------ | ------------------------ | ------------------------ |
| Mina Imada (今田 美奈?)        | 5 marzo 1997          | Fukuoka          |                          | ×                        | ×                        | ×                        | 90                       | 95                       |                          |
| Hirona Unjō (運上 弘菜?)       | 9 agosto 1998         | Hokkaidō         |                          |                          |                          |                          |                          | ×                        | 84                       |
| Serina Kumazawa (熊沢 世莉奈?) | 17 aprile 1997        | Fukuoka          | ×                        | ×                        | ×                        | ×                        | ×                        | ×                        | ×                        |
| Yuki Shimono (下野 由貴?)      | 2 aprile 1998         | Fukuoka          | ×                        | ×                        | ×                        | ×                        | 98                       | 87                       | 85                       |
| Nene Jitoe (地頭江 音々?)      | 27 settembre 2000     | Miyazaki         |                          |                          |                          |                          |                          | ×                        | 117                      |
| Sayaka Baba (馬場 彩華?)       | 2 maggio 2004         | Saga             |                          |                          |                          |                          |                          |                          | ×                        |
| Mai Fuchigami (渕上 舞?)       | 21 settembre 1996     | Fukuoka          |                          | ×                        | ×                        | 31                       | 40                       | 34                       | 40                       |
| Anna Murashige (村重 杏奈?)    | 29 luglio 1998        | Yamaguchi        | ×                        | ×                        | 67                       | ×                        | 80                       | 100                      |                          |
| Aoi Motomura (本村 碧唯?)      | 31 maggio 1997        | Fukuoka          | ×                        | ×                        | 48                       | 80                       | 36                       | 62                       | 71                       |
| Madoka Moriyasu (森保 まどか?) | 26 luglio 1997        | Nagasaki         | ×                        | ×                        | 25                       | 43                       | 50                       | 31                       |                          |

### Team TII
Emiri Yamashita è il capitano del Team TII.
| Nome (kanji)                     | Data di nascita (età) | Luogo di nascita | Posizione nelle elezioni | Posizione nelle elezioni | Posizione nelle elezioni | Posizione nelle elezioni | Posizione nelle elezioni | Posizione nelle elezioni | Posizione nelle elezioni |
| Nome (kanji)                     | Data di nascita (età) | Luogo di nascita | 4                        | 5                        | 6                        | 7                        | 8                        | 9                        | 10                       |
| -------------------------------- | --------------------- | ---------------- | ------------------------ | ------------------------ | ------------------------ | ------------------------ | ------------------------ | ------------------------ | ------------------------ |
| Misaki Aramaki (荒巻 美咲?)      | 28 gennaio 2001       | Fukuoka          |                          |                          | ×                        | ×                        | ×                        | ×                        | ×                        |
| Maria Imamura (今村 麻莉愛?)     | 14 settembre 2003     | Gunma            |                          |                          |                          |                          | ×                        | ×                        | ×                        |
| Ayaka Oda (小田 彩加?)           | 9 febbraio 1999       | Fukuoka          |                          |                          |                          |                          |                          | ×                        | 50                       |
| Sae Kurihara (栗原 紗英?)        | 20 giugno 1996        | Fukuoka          |                          |                          | ×                        | ×                        | ×                        | ×                        | 96                       |
| Moeka Sakai (堺 萌香?)           | 25 agosto 1998        | Fukuoka          |                          |                          |                          |                          |                          | ×                        | ×                        |
| Erena Sakamoto (坂本 愛玲菜?)    | 12 settembre 2000     | Fukuoka          |                          |                          | ×                        | ×                        | ×                        | ×                        | 87                       |
| Rio Shimizu (清水 梨央?)         | 10 ottobre 2003       | Fukuoka          |                          |                          |                          |                          |                          |                          | ×                        |
| Ai Seki (石 安伊?)               | 31 dicembre 2000      | Fukuoka          |                          |                          |                          |                          |                          |                          | ×                        |
| Tomoka Takeda (武田 智加?)       | 25 febbraio 2003      | Kanagawa         |                          |                          |                          |                          |                          | ×                        | ×                        |
| Hazuki Hokazono (外薗 葉月?)     | 17 gennaio 1999       | Fukuoka          |                          |                          | ×                        | ×                        | ×                        | ×                        | 120                      |
| Hana Matsuoka (松岡 はな?)       | 19 gennaio 2000       | Chiba            |                          |                          |                          |                          | ×                        | 80                       | 66                       |
| Hinata Matsumoto (松本 日向?)    | 11 dicembre 2000      | Osaka            |                          |                          |                          |                          |                          | ×                        | ×                        |
| Sono Miyazaki (宮﨑 想乃?)       | 30 ottobre 2000       | Saga             |                          |                          |                          |                          |                          | ×                        | ×                        |
| Bibian Murakawa (村川 緋杏?)     | 3 dicembre 1999       | Fukuoka          |                          |                          |                          |                          | ×                        | ×                        | ×                        |
| Yūna Yamauchi (山内 祐奈?)       | 6 luglio 1999         | Fukuoka          |                          |                          | ×                        | ×                        | ×                        | ×                        | ×                        |
| Emiri Yamashita (山下 エミリー?) | 19 dicembre 1998      | Fukuoka          |                          |                          | ×                        | ×                        | ×                        | ×                        |                          |

### Kenkyūsei
(Kenkyūsei (研究生? "apprendiste"))
- Ibuki Ishibashi (石橋 颯?) (22 luglio 2005 a Fukuoka)
- Airi Ichimura (市村 愛里?) (13 febbraio 2001 a Kanagawa)
- Sana Ogawa (小川 紗奈?) (20 giugno 2002 a Saga)
- Kaede Kamijima (上島 楓?) (22 agosto 2001 ad Aichi)
- Hijiri Kawahira (川平 聖?) (27 giugno 2004 a Okinawa)
- Haruka Kudō (工藤 陽香?) (21 aprile 2006 a Fukuoka)
- Rina Kuriyama (栗山 梨奈?) (30 dicembre 2000 a Oita)
- Hinano Gotō (後藤 陽菜乃?) (8 marzo 2005 a Fukuoka)
- Rino Sakamoto (坂本 りの?) (10 giugno 2002 a Tokyo)
- Kurumi Takemoto (竹本 くるみ?) (22 febbraio 2004 a Tokyo)
- Iori Tanaka (田中 伊桜莉?) (31 agosto 2002 a Kumamoto)
- Miyabi Nagano (長野 雅?) (3 ottobre 1999 ad Aichi)
- Rimika Mizukami (水上 凜巳花?) (10 luglio 2003 a Fukuoka)
- Wakana Murakami (村上 和叶?) (30 marzo 2003 a Saitama)

### Ex componenti
| Nome (kanji)                     | Data di nascita (età) | Luogo di nascita | Posizione nelle elezioni | Posizione nelle elezioni | Posizione nelle elezioni | Posizione nelle elezioni | Posizione nelle elezioni | Posizione nelle elezioni | Posizione nelle elezioni |
| Nome (kanji)                     | Data di nascita (età) | Luogo di nascita | 4                        | 5                        | 6                        | 7                        | 8                        | 9                        | 10                       |
| -------------------------------- | --------------------- | ---------------- | ------------------------ | ------------------------ | ------------------------ | ------------------------ | ------------------------ | ------------------------ | ------------------------ |
| Yui Komori (古森 結衣?)          | 2 dicembre 1997       | Yamaguchi        | ×                        |                          |                          |                          |                          |                          |                          |
| Yūko Sugamoto (菅本 裕子?)       | 20 maggio 1994        | Fukuoka          | ×                        |                          |                          |                          |                          |                          |                          |
| Airi Taniguchi (谷口 愛理?)      | 14 marzo 1999         | Fukuoka          | ×                        |                          |                          |                          |                          |                          |                          |
| Sayaka Etō (江藤 彩也香?)        | 9 settembre 1997      | Oita             | ×                        |                          |                          |                          |                          |                          |                          |
| Ayaka Nakanishi (仲西 彩佳?)     | 23 marzo 1996         | Fukuoka          | ×                        |                          |                          |                          |                          |                          |                          |
| Kyōka Abe (安陪 恭加?)           | 17 luglio 1997        | Fukuoka          | ×                        | ×                        |                          |                          |                          |                          |                          |
| Chiyori Nakanishi (中西 智代梨?) | 12 maggio 1995        | Fukuoka          | ×                        | ×                        | ×                        | ×                        | 91                       | ×                        | ×                        |
| Marika Tani (谷 真理佳?)         | 5 gennaio 1996        | Fukuoka          |                          | ×                        | ×                        | 23                       | 55                       | 66                       | 89                       |
| Manami Kusaba (草場 愛?)         | 17 ottobre 1995       | Fukuoka          |                          | ×                        | ×                        |                          |                          |                          |                          |
| Kanon Kimoto (木本 花音?)        | 11 agosto 1997        | Aichi            | 56                       | 31                       | 50                       | 48                       | 68                       | 88                       |                          |
| Izumi Gotō (後藤 泉?)            | 27 settembre 1997     | Fukuoka          |                          | ×                        | ×                        | ×                        |                          |                          |                          |
| Izumi Umemoto (梅本 泉?)         | 15 maggio 1997        | Fukuoka          |                          | ×                        | ×                        | ×                        |                          |                          |                          |
| Raira Itō (伊藤 来笑?)           | 31 ottobre 1998       | Fukuoka          |                          | ×                        | ×                        | ×                        |                          |                          |                          |
| Kanna Okada (岡田 栞奈?)         | 26 giugno 1997        | Fukuoka          |                          | ×                        | ×                        | 42                       |                          |                          |                          |
| Risa Otoshima (音嶋 莉沙?)       | 11 agosto 1998        | Fukuoka          |                          |                          |                          |                          |                          |                          |                          |
| Chihiro Anai (穴井 千尋?)        | 27 gennaio 1996       | Fukuoka          | ×                        | ×                        | 39                       | 33                       |                          |                          |                          |
| Haruka Wakatabe (若田部 遥?)     | 26 settembre 1998     | Fukuoka          | ×                        | ×                        | ×                        | ×                        | 82                       |                          |                          |
| Aika Ōta (多田 愛佳?)            | 8 dicembre 1994       | Saitama          | 52                       | 43                       | 42                       | 41                       |                          |                          |                          |
| Naoko Okamoto (岡本 尚子?)       | 4 aprile 1996         | Fukuoka          |                          | ×                        | ×                        | ×                        | ×                        |                          |                          |
| Riko Tsutsui (筒井 莉子?)        | 22 febbraio 2000      | Saga             |                          |                          | ×                        | ×                        | ×                        |                          |                          |
| Yuriya Inoue (井上 由莉耶?)      | 15 giugno 1999        | Fukuoka          |                          |                          | ×                        | ×                        | 48                       |                          |                          |
| Yūka Tanaka (田中 優香?)         | 7 giugno 2000         | Fukuoka          |                          | ×                        | ×                        | ×                        | ×                        | ×                        |                          |
| Mashiro Ui (宇井 真白?)          | 31 gennaio 2000       | Fukuoka          |                          | ×                        | ×                        | ×                        | ×                        |                          |                          |
| Marina Yamada (山田 麻莉奈?)     | 24 marzo 1995         | Fukuoka          |                          | ×                        | ×                        | ×                        | ×                        |                          |                          |
| Mao Yamamoto (山本 茉央?)        | 18 settembre 1996     | Fukuoka          |                          |                          | ×                        | ×                        | ×                        |                          |                          |
| Yumi Matsuda (松田 祐実?)        | 13 maggio 2002        | Fukui            |                          |                          |                          |                          |                          |                          | ×                        |
| Asuka Tomiyoshi (冨吉 明日香?)   | 20 settembre 1997     | Miyazaki         |                          | ×                        | ×                        | ×                        | 42                       | 38                       |                          |
| Rino Sashihara (指原 莉乃?)      | 21 novembre 1992      | Oita             | 4                        | 1                        | 2                        | 1                        | 1                        | 1                        |                          |
| Haruka Kodama (兒玉 遥?)         | 19 settembre 1996     | Fukuoka          | ×                        | 37                       | 21                       | 17                       | 9                        |                          |                          |
| Hiroka Kodama (駒田 京伽?)       | 21 novembre 1996      | Miyazaki         |                          | ×                        | 79                       | ×                        | 60                       |                          | 61                       |
| Shino Iwahana (岩花 詩乃?)       | 1º aprile 2000        | Fukuoka          |                          | ×                        | ×                        | ×                        | ×                        | ×                        | ×                        |
| Sakura Miyawaki (宮脇 咲良?)     | 19 marzo 1998         | Kagoshima        | 47                       | 26                       | 11                       | 7                        | 6                        | 4                        | 3                        |
| Nao Ueki (植木 南央?)            | 12 agosto 1997        | Fukuoka          | ×                        | ×                        | ×                        | 72                       | 58                       | 54                       | 81                       |
| Natsumi Tanaka (田中 菜津美?)    | 10 agosto 2000        | Fukuoka          | ×                        | ×                        | ×                        | ×                        | 89                       | 50                       | 63                       |
| Mio Tomonaga (朝長 美桜?)        | 17 maggio 1998        | Fukuoka          |                          | 59                       | 27                       | 21                       | 23                       | 35                       | 48                       |
| Maiko Fukagawa (深川 舞子?)      | 5 luglio 1999         | Fukuoka          | ×                        | ×                        | ×                        | ×                        | ×                        | 91                       | ×                        |
| Amane Tsukiashi (月足 天音?)     | 26 ottobre 1999       | Fukuoka          |                          |                          |                          |                          |                          | ×                        | 119                      |